# Manemergus
Manemergus là một chi thằn lằn cổ rắn, được Buchy mô tả khoa học năm 2005.